# Волков, Михаил Михайлович (дипломат)
Михаи́л Миха́йлович Во́лков (25 октября 1918 — 12 декабря 1995) — советский дипломат. Чрезвычайный и полномочный посол.

## Биография
Член ВКП(б).
- В 1944—1949 годах — сотрудник посольства СССР в Афганистане.
- В 1949—1950 годах — сотрудник центрального аппарата МИД СССР.
- В 1950—1953 годах — сотрудник посольства СССР в Пакистане.
- В 1954—1956 годах — советник посольства СССР в Пакистане.
- В 1957 году — сотрудник центрального аппарата МИД СССР.
- В 1957—1959 годах — советник посольства СССР в Иране.
- В 1959—1961 годах — генеральный консул СССР в Стамбуле.
- В 1961—1965 годах — на ответственной работе в центральном аппарате МИД СССР.
- С 30 июля 1965 по 24 июля 1969 года — чрезвычайный и полномочный посол СССР в Таиланде.
- С 24 июля 1969 по 10 июня 1972 года — чрезвычайный и полномочный посол СССР в Индонезии.
- В 1972—1975 годах — на ответственной работе в центральном аппарате МИД СССР.
- С 1975 года — сотрудник Торгово-промышленной палаты СССР.